# Schneidmühle (Langfurth)
Schneidmühle ist eine Wüstung auf dem Gemeindegebiet von Langfurth im Landkreis Ansbach (Mittelfranken, Bayern). Schneidmühle lag in der Gemarkung Langfurth. 
Schneidmühle wurde 1871 als Ortsteil von Oberkemmathen erstmals erwähnt. Der Ort kann unter Zuhilfenahme der Entfernungsangaben in den Ortsverzeichnissen etwas oberhalb von Oberkemmathen an der Sulzach verortet werden. 1950 galt dieser als abgebrochen.

## Einwohnerentwicklung
| Jahr      | 001871 | 001885 | 001900 | 001925 | 001950 |
| Einwohner | 4      | 8      | 4      | 4      | †      |
| Häuser    |        | 1      | 1      | 1      | †      |
| Quelle    | [ 1 ]  | [ 3 ]  | [ 4 ]  | [ 5 ]  | [ 6 ]  |

## Religion
Der Ort war evangelisch-lutherisch geprägt und nach St. Peter (Ammelbruch) gepfarrt.